# Emilio Kehrer
Emilio Giuseppe Kehrer (20 marzo 2002) è un calciatore tedesco, attaccante del Willem II.

## Carriera

### Club
Kehrer è cresciuto nel settore giovanile del Friburgo ed ha giocato con la squadra riserve dal 2020 al 2022 segnando 15 reti in 56 partite, prima di passare al Cercle Bruges, club della prima divisione belga. Ha debuttato con il club belga il 7 agosto nell'incontro di Pro League perso 2-0 contro lo Standard Liegi ed il 21 ottobre seguente ha segnato il suo primo gol nel successo per 4-1 sul Charleroi.
Il 7 settembre 2023 è passato in prestito al Deinze in seconda divisione, dove ha realizzato 6 gol in 23 partite. Il 5 luglio 2024 ha firmato un contratto triennale con il Willem II, club neopromosso nella prima divisione olandese.

### Nazionale
Ha giocato con le nazionali giovanili tedesche Under-16, Under-18 e Under-20.

## Statistiche

### Presenze e reti nei club
Statistiche aggiornate al 14 ottobre 2024
| Stagione        | Squadra         | Campionato      | Campionato | Campionato | Coppe nazionali | Coppe nazionali | Coppe nazionali | Coppe continentali | Coppe continentali | Coppe continentali | Altre coppe | Altre coppe | Altre coppe | Totale | Totale | Totale |
| Stagione        | Squadra         | Comp            | Pres       | Reti       | Comp            | Pres            | Reti            | Comp               | Pres               | Reti               | Comp        | Pres        | Reti        | Pres   | Reti   |        |
| --------------- | --------------- | --------------- | ---------- | ---------- | --------------- | --------------- | --------------- | ------------------ | ------------------ | ------------------ | ----------- | ----------- | ----------- | ------ | ------ | ------ |
| 2020-2021       | Friburgo II     | RL              | 26         | 11         | -               | -               | -               | -                  | -                  | -                  | -           | -           | -           | 26     | 11     |        |
| 2021-2022       | Friburgo II     | 3L              | 30         | 4          | -               | -               | -               | -                  | -                  | -                  | -           | -           | -           | 30     | 4      |        |
| 2022-2023       | Cercle Bruges   | D1              | 11         | 1          | CB              | 2               | 0               | -                  | -                  | -                  | -           | -           | -           | 13     | 1      |        |
| lug.-ago. 2023  | Cercle Bruges   | D1              | 4          | 0          | CB              | 0               | 0               | -                  | -                  | -                  | -           | -           | -           | 4      | 0      |        |
| ago. 2023-2024  | Deinze          | D2              | 23         | 6          | CB              | 1               | 0               | -                  | -                  | -                  | -           | -           | -           | 24     | 6      |        |
| 2024-2025       | Willem II       | ED              | 4          | 0          | CO              | 0               | 0               | -                  | -                  | -                  | -           | -           | -           | 4      | 0      |        |
| Totale carriera | Totale carriera | Totale carriera | 98         | 21         |                 | 3               | 0               |                    | -                  | -                  |             | -           | -           | 101    | 21     |        |

## Palmarès

### Club

#### Competizioni nazionali
- Regionalliga: 1

Friburgo II: 2020-2021 (Sudovest)